# Trachonurus yiwardaus
Trachonurus yiwardaus är en fiskart som beskrevs av Akitoshi Iwamoto och Williams, 1999. Trachonurus yiwardaus ingår i släktet Trachonurus och familjen skolästfiskar. Inga underarter finns listade i Catalogue of Life.